# Anjalankoski
Anjalankoski este un municipiu în Finlanda.